# Stiftung Preußischer Kulturbesitz
Die Stiftung Preußischer Kulturbesitz (SPK) ist eine Stiftung des öffentlichen Rechts mit Sitz in Berlin. Sie wurde am 25. Juli 1957 durch ein Bundesgesetz gegründet. Ihre Aufgabe ist die Bewahrung und Pflege der Kulturgüter des ehemaligen Landes Preußen. Zur Stiftung Preußischer Kulturbesitz gehören die Staatlichen Museen zu Berlin, die Staatsbibliothek zu Berlin, das Geheime Staatsarchiv, das Ibero-Amerikanische Institut und das Staatliche Institut für Musikforschung. Die SPK ist unabhängig von der Stiftung Preußische Schlösser und Gärten Berlin-Brandenburg.
Im Jahr 2020 betrugen die Zuwendungen des Bundes rund 138 Millionen Euro.

## Geschichte
Die Stiftung wurde am 25. Juli 1957 durch ein Bundesgesetz gegründet und erhielt am 6. September 1961 durch Verordnung der Bundesregierung eine Satzung. Die Stiftung wird demnach durch einen Stiftungsrat geleitet, in dem der Bund mit zwei Vertretern und insgesamt 120 Stimmen und alle Länder mit insgesamt 18 Mitgliedern und insgesamt 80 Stimmen repräsentiert sind. Die Zahl der Vertreter und die Zahl der Stimmen berücksichtigen einen theoretischen Anteil des Bundes sowie des jeweiligen Landes am Kulturerbe. So verfügen als die größten Nachfolgestaaten Preußens das Land Berlin mit zwei Vertretern über 23 Stimmen und das Land Nordrhein-Westfalen mit ebenfalls zwei Vertretern über 16 Stimmen.
Das vorrangige Ziel war zunächst, die Kulturgüter des ehemaligen Landes Preußen zu erhalten und zu pflegen. Seit der deutschen Wiedervereinigung besteht eine wichtige Aufgabe in der Zusammenführung bisher getrennter Sammlungen. Die SPK zählt zu den größten Kultureinrichtungen weltweit. Die Hauptverwaltung und der Präsident haben ihren Sitz in der Villa von der Heydt im Berliner Ortsteil Tiergarten. 
Ab 1. Dezember 2025 wird die SPK durch ein neues Gesetz geregelt.
Die Stiftung wurde bzw. wird von folgenden Präsidenten geleitet:
- 1967–1977: Hans-Georg Wormit (bis 5. Juli 1967 mit der Amtsbezeichnung Kurator)
- 1977–1998: Werner Knopp
- 1998–2008: Klaus-Dieter Lehmann
- 2008–2025: Hermann Parzinger
- seit 1. Juni 2025: Marion Ackermann[6]

## Einrichtungen

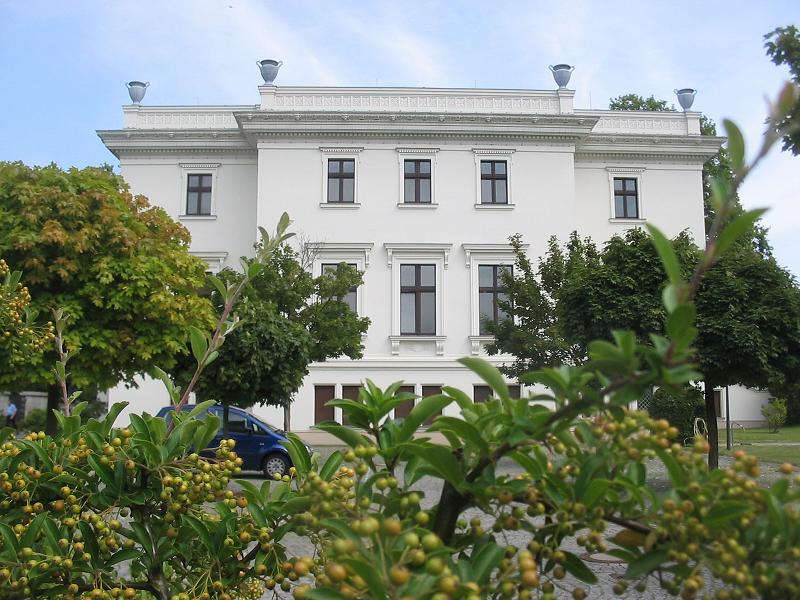
Villa von der Heydt in Berlin-Tiergarten, Sitz der Hauptverwaltung und des Präsidenten, 2009

Aus den Sammlungen, Bibliotheken und Archiven des preußischen Staates sind die fünf Einrichtungen der Stiftung hervorgegangen:
- Staatliche Museen zu Berlin mit 15 Sammlungen und sechs zentrale Einrichtungen an 19 Standorten
- Staatsbibliothek zu Berlin an zwei Standorten
- Geheimes Staatsarchiv Preußischer Kulturbesitz
- Staatliches Institut für Musikforschung
- Ibero-Amerikanisches Institut

Zu den fünf Einrichtungen der Stiftung gehört eine Vielzahl einzelner Organisationseinheiten, von denen die bekanntesten die 15 Sammlungen der Staatlichen Museen zu Berlin sind. Zu den Museen gehören auch das Institut für Museumsforschung und das Rathgen-Forschungslabor, zu der Staatsbibliothek gehört die Bildagentur für Kunst, Kultur und Geschichte (vormals Bildarchiv). Das Staatliche Institut für Musikforschung betreibt das Musikinstrumenten-Museum mit eigener Restaurierungswerkstatt. Im Jahr 2014 hat die Stiftung ein neues Funktionsgebäude in einer entstehenden Speicherstadt im Ortsteil Friedrichshagen in Betrieb genommen. Das neue Archiv bietet Platz für sechs Millionen Bücher und wird von der Staatsbibliothek, dem Ibero-Amerikanischen Institut und der Bildagentur gemeinsam genutzt. Entworfen hat das Magazin-Gebäude der Münchener Architekt Eberhard Wimmer. Der Bau, vom Bund finanziert, kann bei Bedarf noch erweitert werden.
Im Jahr 2024 zählten die Staatlichen Museen zu Berlin sowie das Musikinstrumenten-Museum insgesamt 3.671.370 Besucher (2023: 4.380.071).
Mit einem Organisationserlass des Bundeskanzlers vom 27. Oktober 1998 wurde das Amt der oder des Beauftragten der Bundesregierung für Kultur und Medien geschaffen. Diese oberste Bundesbehörde übernahm vom Bundesminister des Innern die Aufsicht der Stiftung, die zu 75 % vom Bund und zu 25 % von den Ländern getragen wird. Die Gebäudekosten wie die Unterhaltungskosten für die Museumsinsel werden zurzeit vollständig vom Bund übernommen. Die Stiftung engagiert sich für das Freiwillige Soziale Jahr in der Kultur. So gibt es seit 2004 jeweils eine Stelle in der Generaldirektion der Staatlichen Museen, im Ibero-Amerikanischen Institut, in der Staatsbibliothek und im Zentralarchiv der Staatlichen Museen. Seitdem wurden in einigen Sammlungen der Staatlichen Museen zu Berlin weitere FSJ-Stellen eingerichtet, beispielsweise im Ägyptischen Museum und Papyrussammlung, der Gemäldegalerie, der Skulpturensammlung und Museum für Byzantinische Kunst.
Die Stiftung vergibt jährlich den Felix-Mendelssohn-Bartholdy-Preis, zur Auszeichnung von Nachwuchsmusikern deutscher Musikhochschulen. Alle fünf Jahre wird der 1968 vom Indologen gegründete Ernst-Waldschmidt-Preis von der Stiftung ausgelobt.
Das Rechnernetzwerk der SPK ist mit dem Berliner Wissenschaftsnetz BRAIN verbunden.

## Leitung
Hermann Parzinger leitete vom 1. März 2008 bis Ende Mai 2025 in der Nachfolge von Klaus-Dieter Lehmann die Stiftung. Ihm folgte zum 1. Juni 2025 die Kunsthistorikerin und Generaldirektorin der Staatlichen Kunstsammlungen Dresden (SKD), Marion Ackermann. Ihr Amt ist in Besoldungsgruppe B 8 der Bundesbesoldungsordnung B eingruppiert. Sie führt die Amtsbezeichnung Präsidentin.

## Reformpläne

### Empfehlungen des Wissenschaftsrats
Die Organisationsstruktur der Stiftung gilt als reformbedürftig und wurde in einem von Kulturstaatsministerin Monika Grütters (CDU) angeforderten und Anfang Juli 2020 veröffentlichten Gutachten des Wissenschaftsrats als „überfordert“ und „dysfunktional“ bezeichnet. Es wird darin erwogen, die SPK bis spätestens 2025 in vier eigenständige Stiftungen (Staatliche Museen, Staatsbibliothek, Geheimes Staatsarchiv und Ibero-Amerikanisches Institut) zu überführen. Grütters erklärte, sie wolle die Stiftung innerhalb von drei bis fünf Jahren reformieren. Der Stiftungsrat der SPK setzte infolgedessen eine Reformkommission ein, bestehend aus Vertretern des Bundes, der Länder Berlin, Nordrhein-Westfalen, Sachsen-Anhalt und Hamburg, des SPK-Präsidiums und von Museumsdirektoren.
Die seit Ende der 2010er Jahre mit der Begutachtung beauftragte Gruppe des Deutschen Wissenschaftsrates unter Vorsitz der Literaturwissenschaftlerin Marina Münkler evaluierte alle Ebenen der Stiftung Preußischer Kulturbesitz. Sie kam zu dem Schluss, dass es in den Leitungsebenen der Teilbereiche zu viele unklare Verantwortlichkeiten und widerstreitende Interessen gebe. Zwar trage der Bund den Hauptteil der Kosten, aber die tatsächliche Mittelzuweisung sei beispielsweise an den Eigenanteil des Landes Berlin gekoppelt. Wenn Berlin jedoch keine Mittel ausschüttet, könnten auch Mittelzuweisungen des Bundes nicht erfolgen. Deshalb empfiehlt das Gutachten die Auflösung und Neustrukturierung der SPK. Empfohlen wird, dass die Staatsbibliothek, das Geheime Staatsarchiv Preußischer Kulturbesitz und das Ibero-Amerikanische Institut direkt dem Bund zugeordnet werden. Die Staatlichen Museen zu Berlin hingegen könne man nicht auseinanderreißen, doch bräuchten die Häuser ein eigenes Budget. Hierfür sei der Verbund die richtige Organisationsform.
Laut den Strukturempfehlungen zur Stiftung Preußischer Kulturbesitz (SPK) sieht der Wissenschaftsrat einen Punkt erreicht, an dem die Mutterorganisation Stiftung Preußischer Kulturbesitz ihre Tochterorganisationen Staatsmuseen, Staatsbibliothek, Staatsarchiv und Ibero-Amerikanisches Institut einschränke. Die Gründe dafür seien unter anderem „tief gestaffelte Hierarchien“ und „unklare Entscheidungsprozesse“. Um die dauerhafte Leistungsfähigkeit der Einrichtungen zu verbessern, sei eine grundlegende strukturelle und finanzielle Reform erforderlich.

### Stellungnahmen zu den Empfehlungen
Michelle Müntefering (SPD), Staatsministerin für Kulturpolitik im Auswärtigen Amt, kritisierte die Auflösungspläne. Ihr Ministerium habe in der Stiftung und deren Präsidenten Hermann Parzinger einen guten Ansprechpartner. Reformen seien zwar notwendig, eine Auflösung sei aber falsch; „denn warum sollte man einfach die Weltmarke SPK zerstören?“ Außerdem binde eine massive Neuorganisation über Jahre hinweg viele Energien, anstatt notwendige Entwicklungen wie beispielsweise die Digitalisierung von Archivbeständen voranzutreiben.
Claudia Schwartz kritisierte in der NZZ, dass mit dem Preußischen Kulturbesitz mehr als eine Stiftung aufgelöst würde. „Es wäre damit eine Tradition der Preussenfeindlichkeit fortgeschrieben, die jene historische Epoche auf die deutsche Schuld verkürzt.“
Ijoma Mangold kommentierte in der Zeit, es sei „richtig, die aufgeblasene Stiftung aufzuteilen“, jedoch „falsch, die preußische Vergangenheit gleich mit zu entsorgen“. Mit der Stiftung sei nach der Wiedervereinigung das Preußen „nicht des Generalstabs, sondern das der Reformer Stein und Hardenberg und der Weltgelehrten Alexander und Wilhelm von Humboldt“ zum Bezugspunkt der Berliner Republik geworden, wofür die Museumsinsel genauso stehe wie der  Reichstag. Es müsse eine Reform möglich sein, ohne die Dachmarke zu zerstören. „Preußen gehört zur deutschen Geschichte und sollte auch institutionell adressierbar bleiben. Wer Preußen exorziert, kann sich mit der Vergangenheit auch nicht mehr kritisch auseinandersetzen.“
Klaus-Dieter Lehmann erklärte, das Gutachten des Wissenschaftsrates schieße über das Ziel hinaus. „Löst nicht auf, was vernetzt werden muss!“, warnte der ehemalige Stiftungspräsident in der FAZ. Ohne expliziten Bezug zu den Reformplänen äußerte sich der amtierende Stiftungspräsident Hermann Parzinger Ende Januar 2021 anlässlich der Wiedereröffnung der Staatsbibliothek Unter den Linden nach deren Grundsanierung im Tagesspiegel zur Bedeutung der Staatsbibliothek dem Tenor nach ähnlich: „Bibliotheken sind in den letzten Jahren insbesondere im anglo-amerikanischen Bereich immer enger mit Archiven und Museen zusammengerückt, weil sie schon lange wesentliche Werte teilen. Als vernetzte Wissensspeicher machen sie das Wissen der Welt verfügbar und neue Bedeutungszusammenhänge sichtbar. Das ist die eigentliche Herausforderung für spartenübergreifende Einrichtungen wie die Stiftung Preußischer Kulturbesitz (SPK).“
Vier Jahre nach seinen Empfehlungen nahm der Wissenschaftsrat eher negativ zur Kenntnis, dass „von einer Verselbständigung der Einrichtungen abgesehen wurde und stattdessen die Strukturen innerhalb des Stiftungsverbunds reformiert werden sollen“.

### Finanzlage
Die Stiftung hat 2024 durch steigende Personal- und Sachkosten und durch die Schließung des vielbesuchten Pergamonmuseums bis Mitte 2027 ein Defizit von rund 30 Millionen Euro. Für das Jahr 2025 wird ein ähnlich hohes Defizit prognostiziert.

## Beteiligungen
Die Stiftung ist Gesellschafter der PD – Berater der öffentlichen Hand.

## Rückführung von Kulturgütern und sterblichen Überresten
Die Stiftung verkündete mehrfach, Kulturgüter und menschliche Überreste, die zum Teil infolge des Kolonialismus nach Europa kamen, in ihre Herkunftsländer zu überführen. Entsprechende Forderungen nach Restitution bestehen aber weiterhin.